# Biarritz
Biarritz (francês: [bjaʁits] (escutarⓘ)) é uma comuna francesa do arrondissement (distrito) de Baiona, departamento dos Pirenéus Atlânticos, região administrativa da Nova Aquitânia. Estende-se por uma área de 11,66 km² e em 2021 tinha 25 764 habitantes. Está localizada a 35 km da fronteira com Espanha. É um afluente destino turístico à beira-mar, conhecido pelo Hôtel du Palais, cassinos em frente ao mar e sua cultura de surf, sendo uma das principais cidades do País Basco francês.

## Geografia
Biarritz está localizada no sudoeste da França, perto da fronteira com a Espanha e ao longo da Costa Basca. Biarritz foi construída no topo de uma cadeia de colinas ao longo da costa. A cidade é cercada por diferentes praias de areia fina, como a praia grande, a costa Basca ou o porto dos pescadores. 
Biarritz é atravessada somente pelo canal d'Atxinetxe que desemboca em Bayonne, após passar por Anglet.
Devido à sua composição de falésias frente ao mar, Biarritz é aberta aos ventos marinhos. Os invernos são leves e o calor no verão é suportável. Os ventos sofrem uma tripla influência: do oceano Atlântico, dos Pirenéus e das brisas locais. Os ventos marinhos são dominantes, e trazem umidade e frescor no verão, assim como suavizam o inverno. Por isso, a cidade tem temperaturas acima do resto da França nos períodos mais frios do ano. Em média, a temperatura invernal é cerca de 8 °C; no verão, a média é 20 °C.

## História
Balneário famoso desde o século XIX, Biarritz era uma cidade de pescadores pequenas, quando o poeta Victor Hugo descobriu seus encantos em 1843. 
A cidade foi constituída originalmente por dois centros de população: o primeiro no bairro da igreja de Saint-Martin, e o outro no porto dos pescadores. O emblema da cidade é identificado por uma grande barca, que até hoje é o símbolo da cidade. 
O lema da cidade remete a sua geografia e seu clima, sendo ele "J'ai pour moi les vents, les astres et la mer." ("Tenho para mim os ventos, os astros e o mar.")

## Economia
As atividades locais de Biarritz são direcionadas para as seguintes áreas:
- Turismo
- Esporte (golfe, surfe e rugby)
- Indústria marítima